# Frank Vander linden
Frank Vander linden (Ukkel, 24 juli 1962) is de leadzanger van de Nederlandstalige rockgroep De Mens.

## Levensloop
Tussen 1974 en 1980 doorliep Frank Vander linden zijn middelbaar onderwijs. Hij volgde Wetenschappelijke A  aan het Koninklijk Atheneum van Zaventem en studeerde tussen 1980 en 1984 Communicatiewetenschappen aan de VUB. Na zijn studie had hij kort een job als verkoper van kantoormachines, maar al gauw voelde hij dat hij iets met zijn taalvaardigheid wilde doen. In 1985 werd hij redacteur van de Vlaamse Interuniversitaire Raad en tussen 1986 en 1992 was hij freelancejournalist en muziekcriticus bij de Vlaamse weekbladen Knack en Humo. Ook stuurde hij via het alternatieve radiostation Studio Brussel geregeld zijn humoristische columns de ether in. In 1999 presenteerde hij het radioprogramma Het collectief geheugen.
In 1992 richtte hij samen met Michel De Coster de Nederlandstalige rockgroep De Mens op. Dirk Jans kwam er later bij. Hun eerste single Dit is mijn huis scheerde meteen hoge toppen in de alternatieve hitparade De Afrekening van Studio Brussel.

## Privé
Frank Vander linden was de partner van regisseur Kat Steppe. Ze kregen twee kinderen. In 2017 gingen ze uiteen.

## Trivia
- Zijn levensmotto is "Draag nooit schoenen waarmee je niet over een haag kan springen".[3]
- In 2003 nam Vander linden deel aan het eerste seizoen van De Slimste Mens ter Wereld. Na zeven deelnames moest hij de quiz verlaten. Vijf jaar later nam hij nog eens deel aan De allerslimste mens ter wereld. Toen kon hij drie keer deelnemen. In 2019 verscheen hij een derde keer in de quiz.